# Osiedle Mieszka I (Rzeszów)

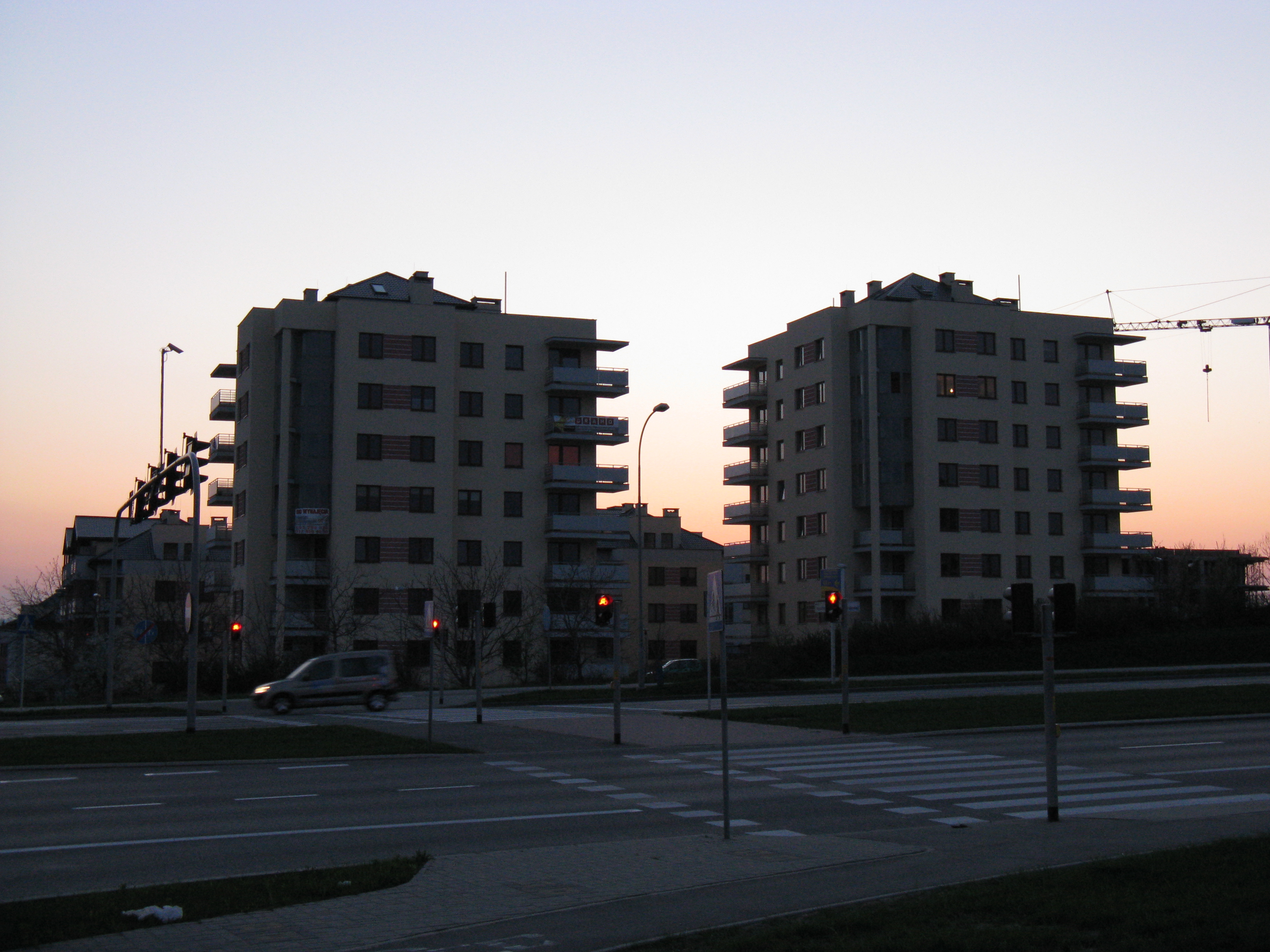
Nowe bloki przy ul. Marusarzówny

Osiedle Mieszka I – osiedle nr XIII miasta Rzeszowa. Dnia 1 stycznia 2010 r. liczyło 9719 mieszkańców; 7 lutego 2013 r. 10 466 mieszkańców, 30 marca 2017 r. 10 283 mieszkańców. Według stanu na dzień 10 maja 2019 r. osiedle zamieszkiwały 10 212 osoby. Według stanu na 31 października 2019 r. osiedle liczyło 10 101 mieszkańców, natomiast dnia 18 lutego 2021 r. osiedle liczyło 9 858 mieszkańców. Do dnia 11 czerwca 1991 r. osiedle oficjalnie nosiło nazwę Gen. Zygmunta Berlinga.
Granice osiedla Mieszka I biegną wzdłuż ulic: Kopisto (od Mostu Zamkowego), Niepodległości (do Krzyża Milenijnego), Krzyżanowskiego, Paderewskiego, Armii Krajowej, Lwowska, oraz wzdłuż rzeki Wisłok.